# اسیلوسکوپ
نوسان‌نگار یا اُسیلوسکوپ (به انگلیسی: Oscilloscope) دستگاهی الکترونیکی برای مشاهده شکل موج سیگنال‌ها (ولتاژ) است.
در اُسیلوسکوپ، دامنهٔ سیگنال در نموداری دوبُعدی نمایش داده‌می‌شود که محور افقی، زمان و محور عمودی، مقدار ولتاژ است. از اسیلوسکوپ برای نمایش دقیق شکل موج استفاده می‌شود. علاوه بر دامنه، اندازه‌گیری دیگر پارامترهای سیگنال مانند عرض پالس، دوره تناوب و فاصله زمانی دو رویداد در سیگنال (مانند وقوع دو پیک) نیز بر روی نمایش‌گر اسیلوسکوپ ممکن است.
در گذشته‌های دور، عموماً دستگاه‌های اندازه‌گیری بر اساس اِعمال نیروی مکانیکی یا حرارتی که موجب انحراف عقربه دستگاه می‌شدند کار می‌کردند. اما با توجه به اینرسی و اصطکاک، معمولاً این ابزارها نمی‌توانستند تغییرات سریع ولتاژ را نمایش دهند. با اختراع لامپ اشعه کاتدی و با توجه به وزن بسیار ناچیز پرتو کاتدی (اشعه الکترونی) درون این لامپ‌ها، امکان نشان دادن یک متغیر ولتاژی بر حسب زمان فراهم شد و اسیلوسکوپ اولین وسیله‌ای بود که از این امکان بهره‌مند شد.
مانند دیگر دستگاه‌های اندازه‌گیری، اسیلوسکوپ هم دو نوع آنالوگ و دیجیتال دارد. صرف‌نظر از برخی اصول عملکرد و کاربرد مشترک، این دو نوع اسیلوسکوپ تفاوت‌های عمده‌ای در ساختار و عملکرد دارند. اسیلوسکوپ آنالوگ کم‌کم جای خود را به اسیلوسکوپ دیجیتال داده‌است که قابلیت‌های بیشتر و متنوع‌تری دارد؛ اسیلوسکوپ آنالوگ، بزرگ، سنگین و به‌سختی قابل حمل است که ناشی از لامپ اشعه کاتدی به‌کاررفته در آن است. در مقابل، اسیلوسکوپ دیجیتال به مراتب کوچک‌تر و سبک‌تر بوده و صفحه نمایش ال‌سی‌دی (LCD) رنگی همراه با قابلیت کنترل عملکرد اسیلوسکوپ با لمس صفحه نمایش (در مدل‌های پیشرفته‌تر) دارد. از سوی دیگر، اسیلوسکوپ دیجیتال به علت بهره‌مندی از پردازش سیگنال دیجیتال، دارای برخی قابلیت‌ها مانند اجرای عملیات ریاضی و پردازشی روی سیگنال‌هاست که تقریباً در اسیلوسکوپ آنالوگ غیرممکن است.

## تشخیص اسیلوسکوپ
اسیلوسکوپ در اصل شکل موج مربوط به توان ولتاژ را آشکار می‌نماید که بیشتر کاربرد آن برای مشخص نمودن شکل موج مرتبط با ولتاژ می‌باشد که برای تشخیص شکل موج میدان‌های مغناطیس یا جریان‌های مغناطیسی که با ولتاژ پدید می‌آیند قابلیت کاربرد دارند.
اسیلوسکوپ برای اندازه‌گیری فرکانس سیستم‌های فرکانسی (یابنده‌های فرکانسی و رادار‌های فرکانسی) نمی‌باشد بلکه اندازه‌گیری فرکانس یابنده‌های فرکانسی با فرکانس متر یا فرکانس شمار است و نوع فرکانس متر یا فرکانس شمار نیز برای آشکار نمودن طبقه فرکانس باید توانایی تشخیص فرکانس در آن باند را داشته باشد یا خاص آن باند فرکانسی باشد.

## معرفی اسیلوسکوپ
اسیلوسکوپ یک وسیله اندازه‌گیری است که کارش نمایش دامنه سیگنال‌ها (ولتاژ) بر حسب زمان است. این دستگاه به‌طور گسترده‌ای توسط مهندسان برق، پژوهشگران و تعمیرکاران در کارگاه‌ها و آزمایشگاه‌ها استفاده می‌شود.
اسیلوسکوپ می‌تواند بسته به قابلیت‌هایش، دو (یا چند) شکل موج را بر حسب زمان روی صفحه اسیلوسکوپ نمایش دهد. از سوی دیگر، اسیلوسکوپ‌هایی که دست کم دو کانال دارند (چه آنالوگ و چه دیجیتال)، می‌توانند سیگنال اِعمال‌شده به یک کانال را بر حسب سیگنال اعمال‌شده به کانال دیگر نمایش دهند. در واقع با این کار، زمان در نمایش دو سیگنال حذف می‌شود. به نتیجه این کار، منحنی‌های لیساژو (Lissajous patterns) می‌گویند.

## اصول عملکرد اسیلوسکوپ آنالوگ
اسیلوسکوپ آنالوگ در حقیقت یک رسم‌کننده بسیار سریع است که سیگنال ورودی را بر حسب زمان یا سیگنال دیگر نمایش می‌دهد. در واقع، قلم این رسم‌کننده یک لکهٔ نورانی است که در اثر برخورد یک باریکهٔ الکترون به صفحه فلوئورسنت لامپ به‌وجود می‌آید.
به علت لَختی بسیار کم باریکه الکترون، می‌توان این باریکه را برای دنبال کردن تغییرات لحظه‌ای (ولتاژهایی که بسیار سریع تغییر می‌کنند) به کار برد. اسیلوسکوپ بر اساس ولتاژ کار می‌کند. البته به کمک مبدل‌ها (ترانسدیوسر‌ها) می‌توان جریان الکتریکی و کمیتهای دیگر فیزیکی و مکانیکی را به ولتاژ تبدیل کرد.

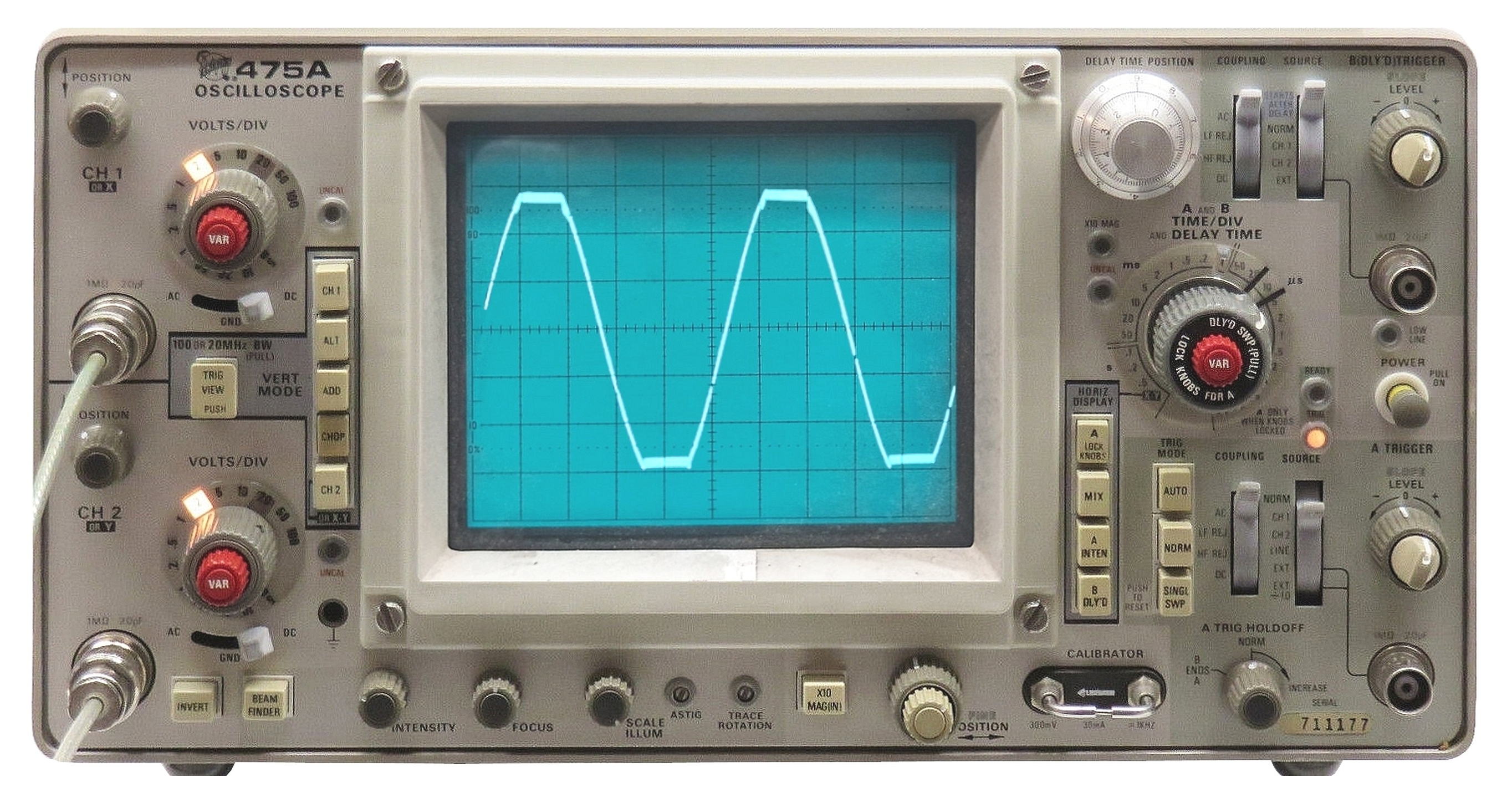
یک اسیلوسکوپ آنالوگ مدل ۴۷۵A قابل حمل، یک دستگاه رایج در اواخر دهه ۱۹۷۰ (سال ۱۹۷۰ تا ۱۹۷۹)

اجزای اصلی اسیلوسکوپ آنالوگ

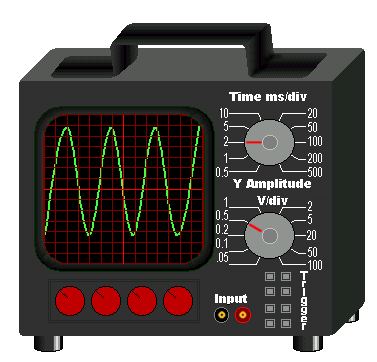

اسیلوسکوپ از یک لامپ پرتو کاتدی و چند مدار تشکیل شده‌است.

### لامپ پرتو کاتدی (Cathode Ray Tube)
قسمت‌های مختلف لامپ پرتو کاتدی عبارتند از:

#### تفنگ الکترونی (Electron Gun)
تفنگ الکترونی، باریکهٔ متمرکزی از الکترون‌ها را به‌وجود می‌آورد که شتاب زیادی دارند. این باریکه الکترون با انرژی کافی به صفحه فلوئورسان برخورد می‌کند و بر روی آن یک لکه نورانی تولید می‌کند. تفنگ الکترونی از رشتهٔ گرم‌کن، کاتد، شبکهٔ آند پیش‌شتاب‌دهنده، آند کانونی‌کننده و آند شتاب‌دهنده تشکیل شده‌است.
الکترون‌ها از کاتدی که به‌طور غیر مستقیم گرم می‌شود، گسیل می‌شوند. این الکترون‌ها از روزنه کوچکی در شبکه کنترل می‌شوند. شبکه کنترل معمولاً یک استوانه هم‌محور با لامپ است و دارای سوراخی است که در مرکز آن قرار دارد. الکترون‌های گسیل‌شده از کاتد که از روزنه می‌گذرند (به دلیل پتانسیل مثبت زیادی که به آندهای پیش شتاب‌دهنده و شتاب‌دهنده اعمال می‌شود)، شتاب می‌گیرند. باریکه الکترونی را آند کانونی‌کننده، کانونی می‌کند.

#### صفحات انحراف‌دهنده (Deflective Planes)
صفحات انحراف‌دهنده شامل دو دسته صفحه است. صفحات انحراف عمودی که به‌طور افقی نصب می‌شوند و یک میدان الکتریکی عمودی ایجاد می‌کنند و صفحات y نامیده می‌شوند. صفحات انحراف افقی به‌طور عمودی نصب می‌شوند و انحراف افقی ایجاد می‌کنند و صفحات x نامیده می‌شوند. فاصله صفحات به اندازه کافی زیاد است که باریکه بتواند بدون برخورد با آن‌ها عبور کند.

#### صفحه فلوئورسان (Fluorescent Plane)
جنس این صفحه که در داخل لامپ پرتو کاتدی قرار دارد، از جنس فسفر است. این ماده دارای این خاصیت است که انرژی جنبشی الکترون‌های برخوردکننده را جذب می‌کند و آن را به صورت یک لکه نورانی ظاهر می‌سازد. قسمت‌های دیگر لامپ پرتو کاتدی شامل پوشش شیشه‌ای، و پایه ای که از طریق آن اتصالات برقرار می‌شود، است.

### مدارهای اصلی اسیلوسکوپ آنالوگ

#### مدار مولد مبنای زمان (time base generator) یامولد سیگنال روبش
اسیلوسکوپ برای اندازه‌گیری و نمایش کمیت‌های وابسته به زمان به‌کار می‌رود. برای این کار لازم است که لکه نورانی لامپ روی صفحهٔ نمایش با سرعت ثابت از چپ به راست حرکت کند. بدین منظور یک موج دندانه‌اره‌ای (Sawtooth waveform) که فرکانس آن قابل تنظیم است، تولید و به صفحات انحراف افقی اعمال می‌شود. مداری که این ولتاژ را تولید می‌کند، مولد مبنای زمان، و این ولتاژ، ولتاژ روبِش (Sweeping voltage) نام دارد (واژه روبِش، از ریشهٔ روبیدن، و به معنی جارو کردن است).

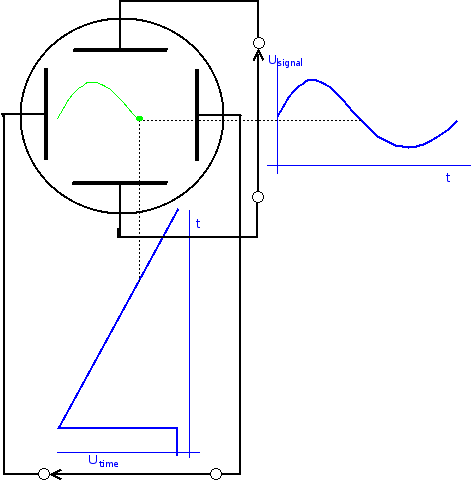
یک سیگنال سینوسی به صفحات انحراف عمودی، و موج دندانه‌اره‌ای به صفحات انحراف افقی اِعمال شده‌است.

#### سیستم انحراف عمودی (Vertical deflection)
چون سیگنال‌ها لزوماً برای انحراف پرتو الکترونی در لامپ، به اندازه کافی قوی نیستند، معمولاً تقویت آنها لازم است. از سوی دیگر، هنگام اندازه‌گیری سیگنال‌هایی با دامنه زیاد، باید آن‌ها را تضعیف کرد تا در محدوده تقویت‌کننده‌های عمودی قرار گیرند.

#### سیستم انحراف افقی (Horizontal deflection)
صفحات انحراف افقی را ولتاژ روبشی (Sweeping voltage) که توسط مولد مبنای زمان (time base) تولید شده‌است، تغذیه می‌کند. این سیگنال از طریق یک تقویت‌کننده اعمال می‌شود، ولی اگر دامنه سیگنالها به اندازه کافی باشد، می‌توان آن را مستقیماً اعمال کرد.
هنگامی‌که به سیستم انحراف افقی، سیگنال خارجی اعمال می‌شود، باز هم از طریق تقویت‌کننده افقی و کلید انتخاب روبش در وضعیت خارجی اعمال خواهد شد. اگر کلید انتخاب روبش در وضعیت داخلی باشد، تقویت‌کننده افقی، سیگنال ورودی خود را از مولد روبش دندانه‌اره‌ای که با تقویت‌کننده هم‌زمان راه‌اندازی می‌شود، می‌گیرد.

#### هم‌زمانی (Synchronization)
هر نوع روبشی که به‌کار رود، باید با سیگنال واردشده به اسیلوسکوپ، هم‌زمان (سینک) باشد تا یک شکل موج بی‌حرکت در اسیلوسکوپ نمایش داده‌شود. برای این کار باید فرکانس سیگنال مبنای زمان، مضربی از فرکانس سیگنال مورد بررسی باشد (البته در حالتی که ورودی اسیلوسکوپ، یک سیگنال متناوب است).

## اجزای دیگر

### مواد محوکننده
در طی روبش، ولتاژ دندانه‌اره‌ای روبش اعمال‌شده به صفحات x، لکه نورانی را بر یک خط افقی از چپ به راست روی صفحه لامپ حرکت می‌دهد. اگر سرعت حرکت کم باشد، یک لکه دیده می‌شود و اگر سرعت زیاد باشد، لکه به صورت یک خط دیده می‌شود. در سرعت‌های خیلی زیاد، ضخامت خط کم شده و تار به نظر می‌رسد یا حتی دیده نمی‌شود.

### کنترل وضعیت

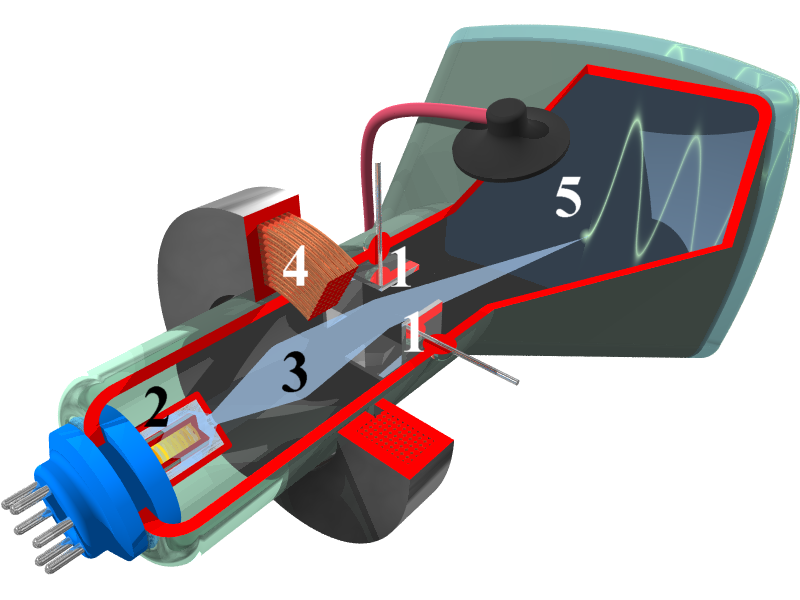
لامپ پرتو کاتدی یک اسیلوسکوپ؛ ۱. صفحات انحراف دهنده ۲. تفنگ الکترونی ۳. اشعه الکترون ۴. سیم‌پیچ کانونی‌کننده (یُوک) ۵. سطح داخلی فسفرپوش‌شدهٔ صفحهٔ نمایش.

وسیله‌ای برای کنترل حرکت مسیر باریکه بر روی صفحه لازم است. با این کار شکل موج ظاهر شده بر روی صفحه را می‌توان بالا یا پائین یا به چپ یا راست حرکت داد. این کار را می‌توان با اعمال یک ولتاژ کوچک سیستم داخلی (که مستقل است) به صفحات انحراف‌دهنده انجام داد. این ولتاژ را می‌توان با یک پتانسیومتر تغییر داد.

### کنترل کانونی بودن
الکترود کانونی‌کننده مثل یک عدسی عمل می‌کند. این تغییر با تغییر پتانسیل آند کانونی‌کننده صورت می‌گیرد.

### کنترل شدت
شدت باریکه با پتانسیومتر کنترل‌کننده شدت که پتانسیل شبکه را نسبت به کاتد تغییر می‌دهد، تنظیم می‌شود.

### کالیبره کردن
در اسیلوسکوپ‌ها معمولاً یک موج مربعی پایدار داخلی تولید می‌شود که دامنه و فرکانس مشخصی دارد (فرکانس آن ۱ کیلو هرتز است). این موج برای کالیبره‌کردن اسیلوسکوپ استفاده می‌شود.

## نگارخانه

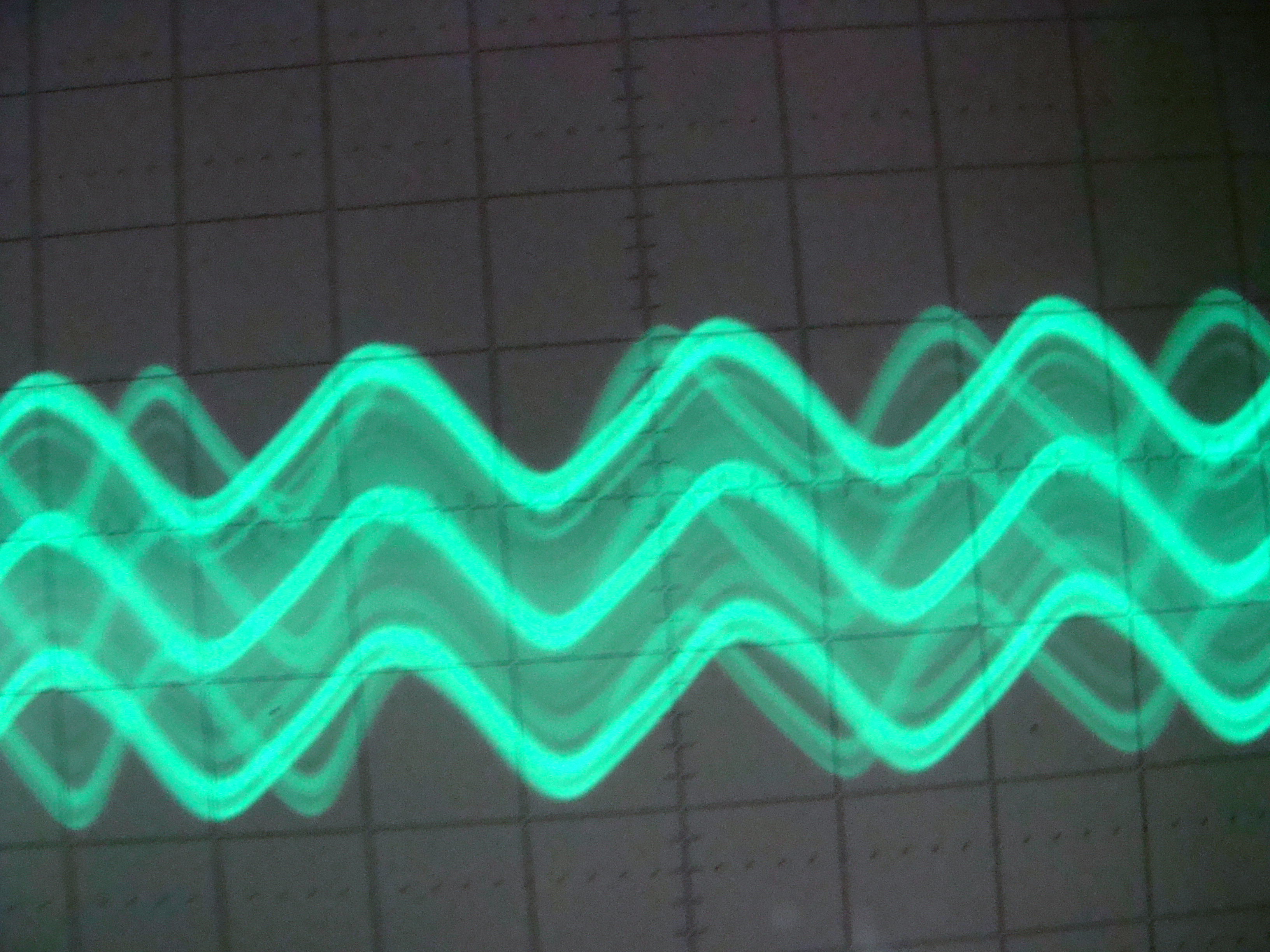
Heterodyne (ترکیب دو جریان متناوب برای تولید جریانی با فرکانسی برابر مجموع یا تفاضل فرکانس دو جریان مزبور)
اسیلوسکوپ در حالت x-y ورودی‌ها ۹۰ درجه اختلاف فاز دارند.
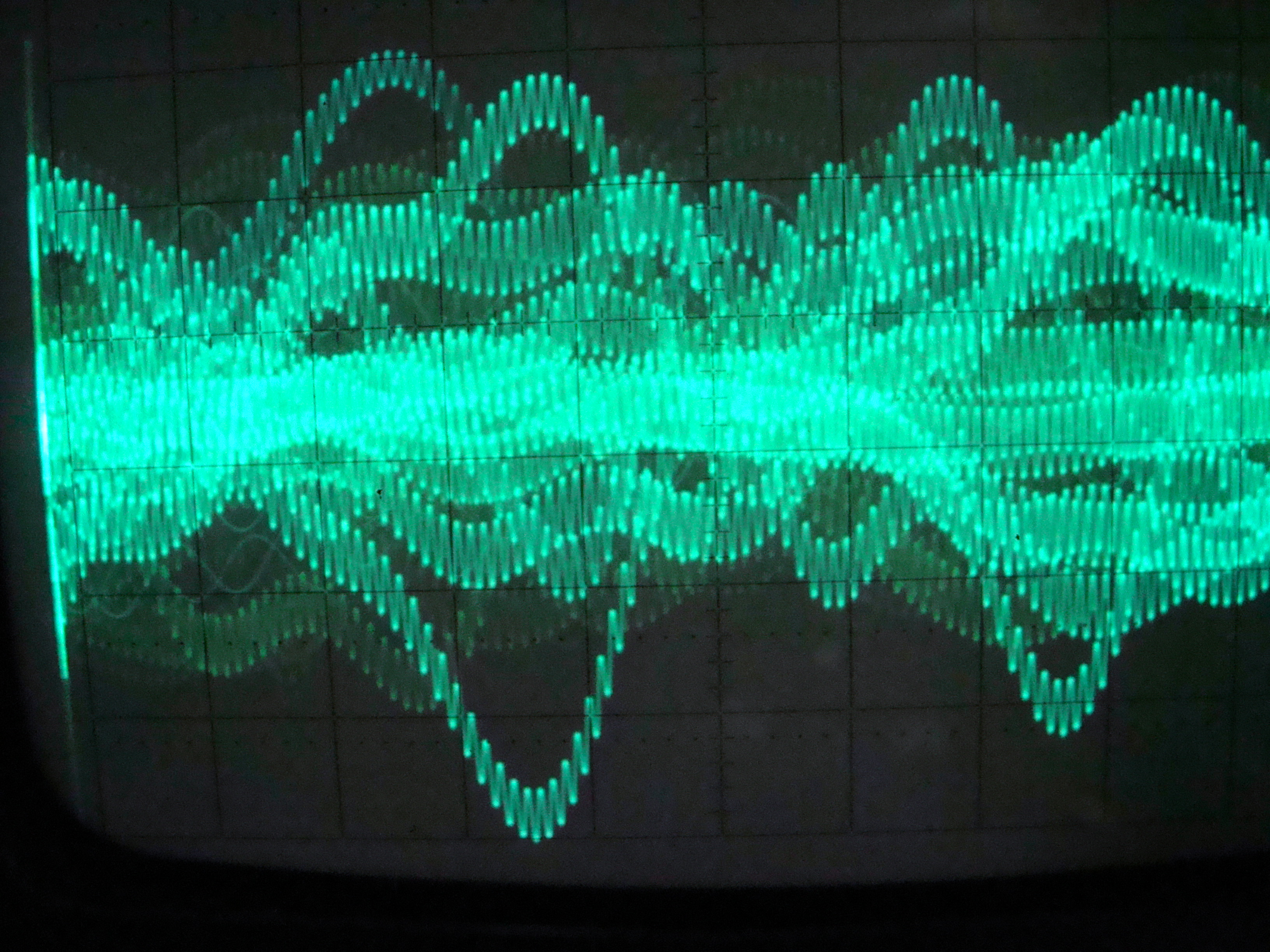
وزوز AC روی صدا
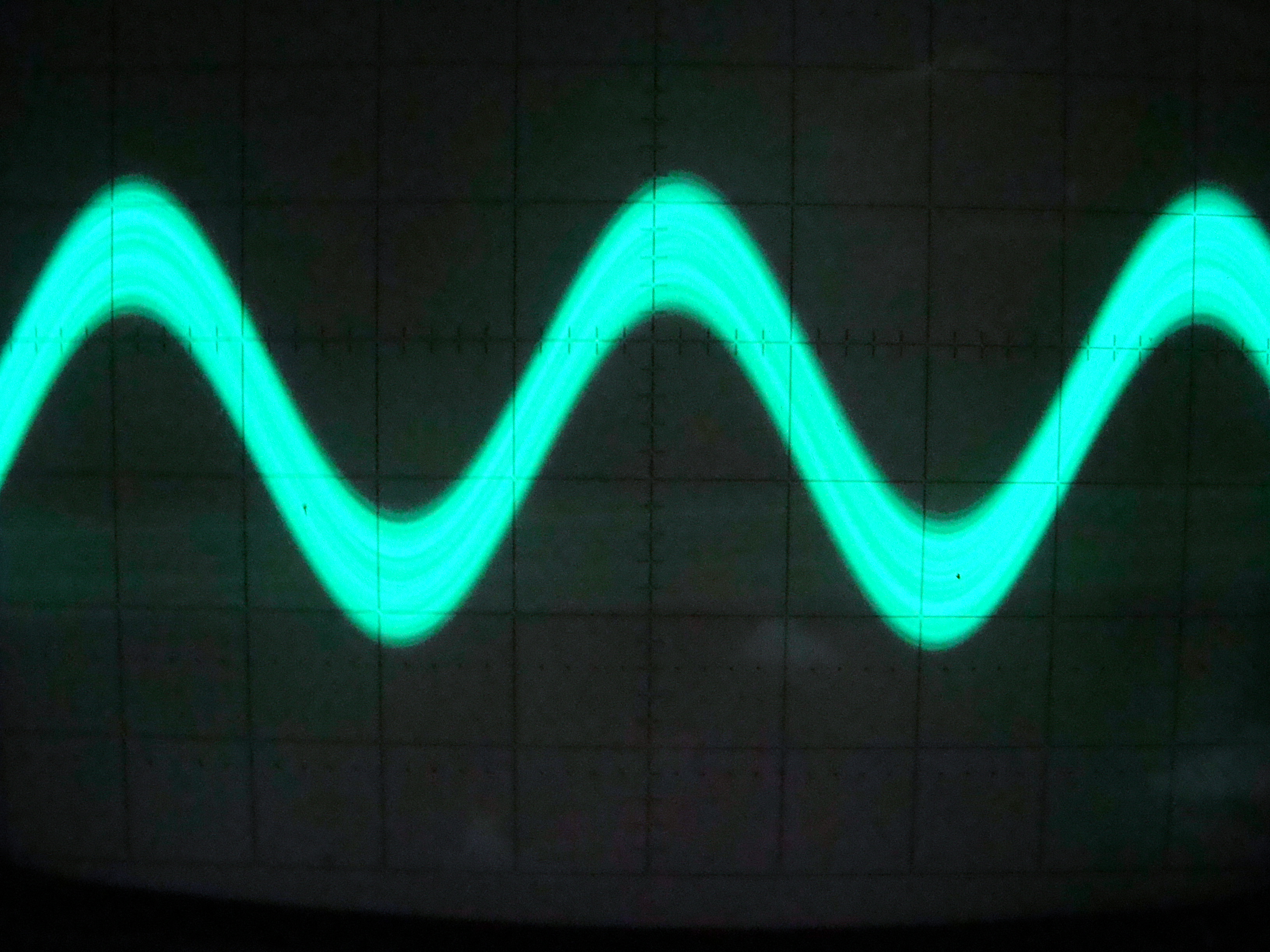
جمع دو سیگنال با فرکانس پایین و بالا
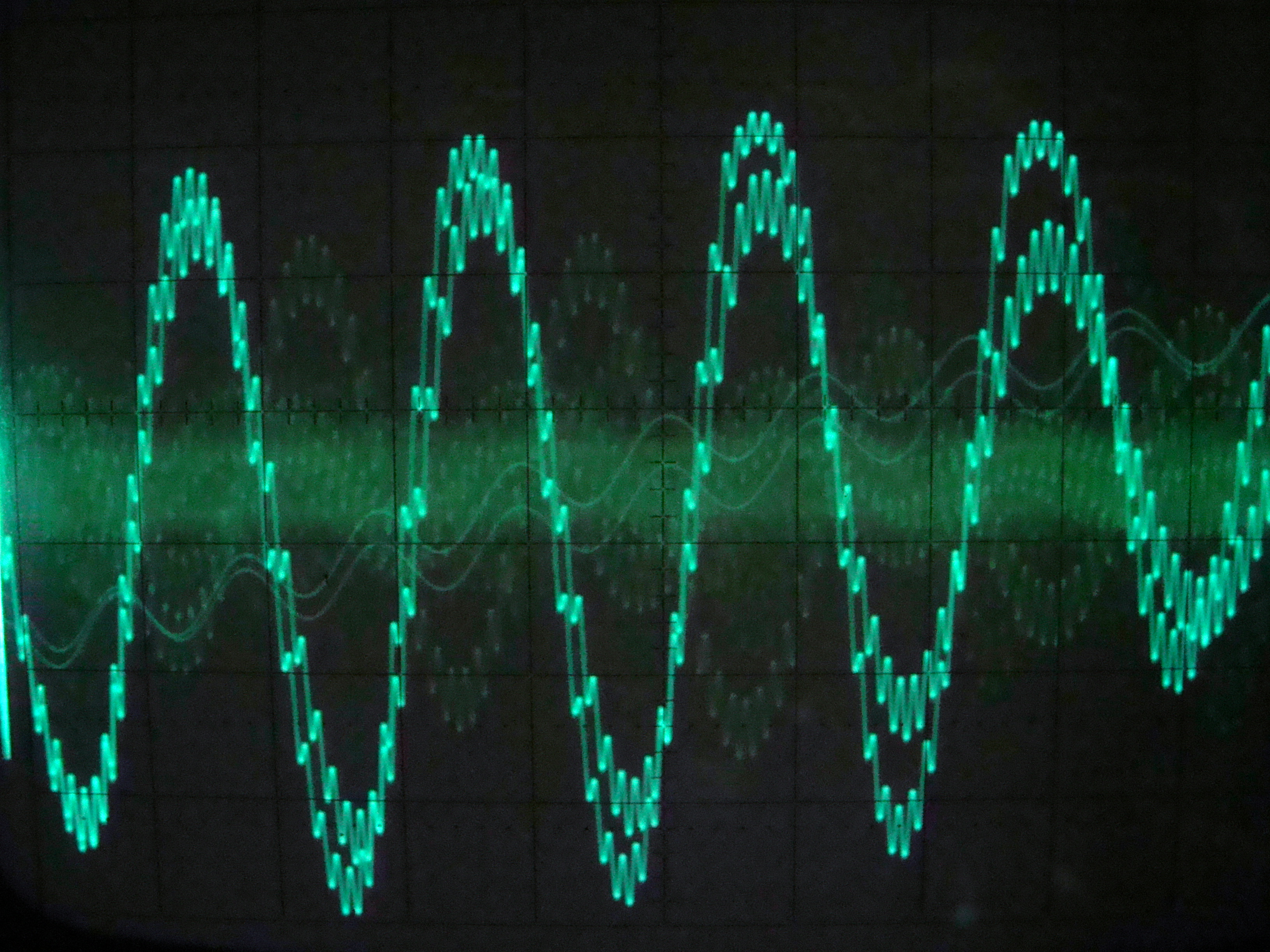
فیلتر نامناسب روی سینوس.
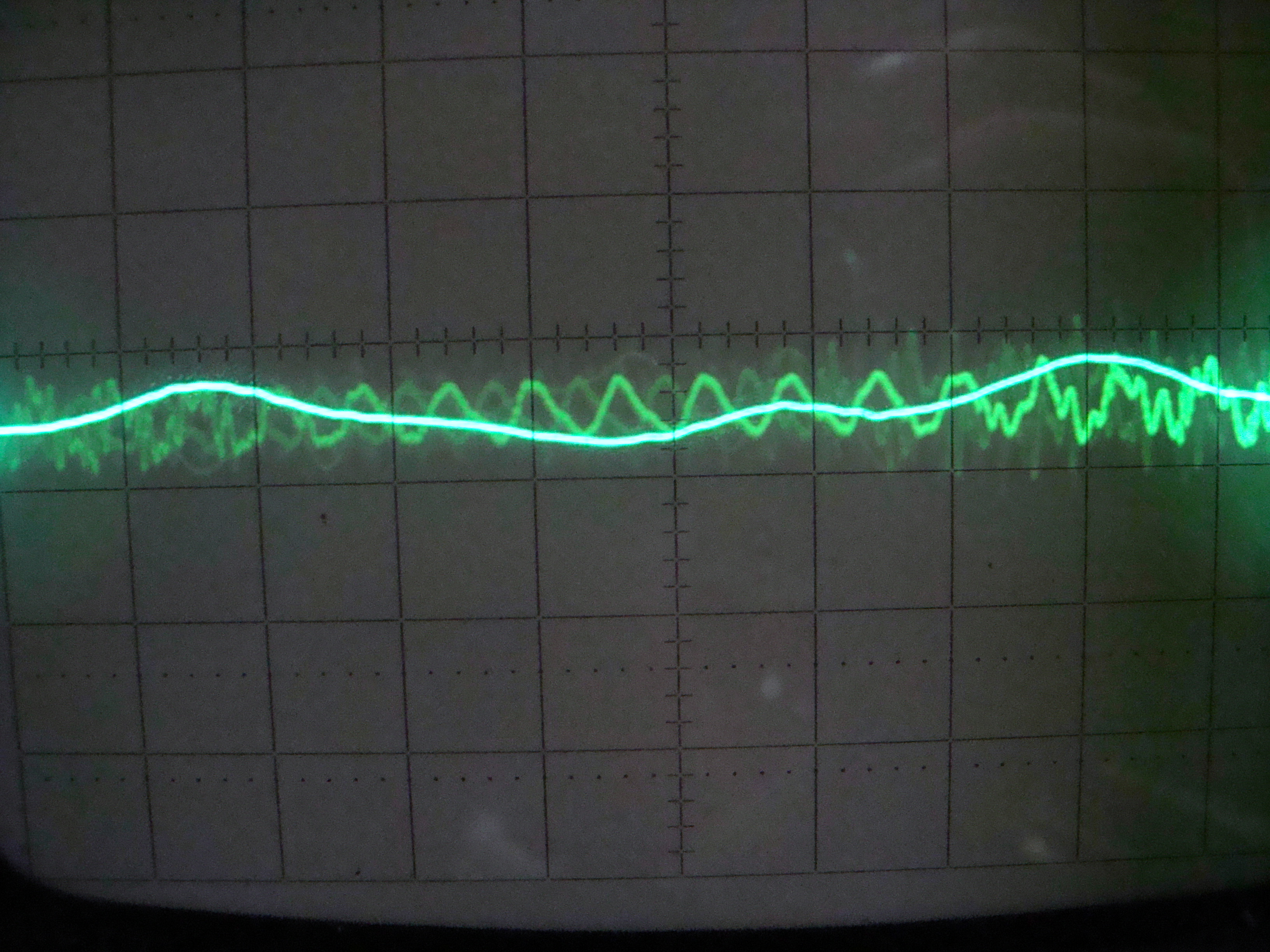
اثرهای دوگانه، زمان‌های دوگانه مبتنی بر هر اثر را نشان می‌دهد